# Orthoserica mirandaria
Orthoserica mirandaria là một loài bướm đêm trong họ Geometridae.